# Squamocnus brevidentis
Squamocnus brevidentis is een zeekomkommer uit de familie Cucumariidae.
De wetenschappelijke naam van de soort werd in 1872 gepubliceerd door Frederick Wollaston Hutton.